# Jane Rumball
Jane Rumball (ur. 9 lipca 1978 w Fredericton) – kanadyjska wioślarka.

## Osiągnięcia
- Mistrzostwa Świata – Mediolan 2003 – dwójka podwójna – 13. miejsce[1].
- Mistrzostwa Świata – Eton 2006 – dwójka bez sternika – 1. miejsce[1].
- Mistrzostwa Świata – Monachium 2007 – dwójka bez sternika – 8. miejsce[1].
- Igrzyska Olimpijskie – Pekin 2008 – ósemka – 4. miejsce[1].
- Mistrzostwa Świata – Poznań 2009 – ósemka – 6. miejsce[1].